# Курылёв-бэнд
Курылёв-бэнд — российский сайд-проект Вадима Курылёва, созданный в 1999 году в Санкт-Петербурге. После записи и выхода альбома «Эквилибриум» в 2003 году переименован в «Эквилибриум-бэнд».

## История проекта
Во второй половине 1990-х Вадим Курылёв начал предпринимать попытки собрать концертный коллектив, чтобы исполнять по клубам альтернативный рок. В 1997 году, привлекался для участия бас-гитарист Роман Невелев, но дальше репетиций дело не пошло из-за постоянно меняющихся рабочих планов «ДДТ».
В августе 1999 года, после финальных гастролей с программой «Мир номер Ноль», Курылёв и его коллеги Павел Борисов и Никита Зайцев приступили к подготовке материала своего альбома. Поначалу на барабаны была приглашена Екатерина «Кэт Питерская» Козлова (экс-«Wine»), но позднее её сменил Николай Першин («Виртуозы Вселенной», «Дети», «Кукла», «Буратино», «НЭП», «Опасные Соседи», «Meantraitors», «Катюша»).
Запись с рабочим названием «Плохой сон» должна была начаться осенью 1999 года на репетиционной студии ДДТ на Тамбовской, но в сентябре, однако, в сентябре студию заняли сами DDT с альбомом «Метель августа», и все параллельные проекты пришлось отложить.
С декабря 1999 года группа выступала в Санкт-Петербурге и Москве. По свидетельству Вадима, в 1999 году, на одном из первых концертов «Курылёв-бэнда» в клубе «Зоопарк» присутствовал Юрий Морозов. Сохранившуюся концертную запись «Курылёв-бэнда» (клуб «Зоопарк», 1999) можно услышать на сборнике «Никита Зайцев: Послезвучие», Диск 2 Rarities, в песнях «Степной волк», «Войны за любовь».
Начиная с 7 марта 2000 года они назвали себя «Курылёв-бэнд» и дебютировали в клубе «Зоопарк», затем в клубах «Молоко», «Сайгон» и «Факультет».
Весной 2000 года, когда «Метель августа» была закончена, DDT пришлось покинуть место на Тамбовской. Оборудование было демонтировано, многоканальные записи песен Курылёва в компьютере стерты, остались несколько черновых вариантов трех-четырёх песен.
Курылёв со своей группой появлялся на клубной сцене Петербурга в то время не так часто. Это объясняется тем, что два участника проекта (сам Вадим и басист Павел Борисов), являлись постоянными музыкантами «ДДТ», а гастроли и репетиции почти не оставляли времени на параллельные проекты. «Курылёв-бэнд» носил характер сессионного сотрудничества, и собирался исключительно, когда это было возможно.
В то время произошла невосполнимая утрата — музыкант коллектива Никита Зайцев скончался 23 августа 2000 года. Половина песен в будущем альбоме планировалась при его участии. Но до записи он не дожил. Осенью DDT въехали в помещение новой студии, начался монтаж оборудования, который затянулся до февраля. Наконец, в апреле—мае 2001 года Курылёв, Борисов и Першин при участии Игоря Доценко заново переписали весь альбом, получивший название «Дождаться Годо». Звукорежиссёром стал Александр Бровко. Качество оставляло желать лучшего, так как растянувшийся на полгода переезд не мог не отразиться на техническом обеспечении. Автор отказался откладывать запись до того момента, когда будет куплена новая техника.
На концерте весной 2001 года в «Зоопарке» заинтриговала шуточная песня «Дядя Миша», посвященная 60-летию Михаила Чернова. Затем «Курылёв-бэнд» появился в ДК Ленсовета на мероприятии «Пушкинская 10», и опять по городу пошли отклики в положительных эмоциях людей — проникновенно, задумчиво, дающее подъём. Но случилось затишье. Все дело состояло в основной занятости Вадима — «ДДТ», гастроли до конца декабря 2001 года.
В 2001 году Курылёв просил Шевчука о возможности выступить со своим проектом на «Нашествии», когда лидер ДДТ собирал первый так называемый «питерский десант», но получил отказ.
Так случилось, что активная концертная деятельность «ДДТ» не позволяла проводить концерты «параллельного» проекта, и Николая Першина, соответственно, видели редко. Он вернулся после долгого вынужденного перерыва только на съемки клипа на песню «Харакири» в начале 2002 г. (режиссёр — Олег Флянгольц), где снялся в роли Игоря Доценко. Это был последний раз, когда состав Курылёв-Борисов-Першин собирался вместе.
В августе 2002 года он ушел из «ДДТ» и смог таким образом целиком сконцентрироваться на собственном проекте. В январе 2003 года Курылёв начал репетировать со старо-новым трио, в котором с ним играли Павел Борисов и Михаил Нефёдов, позже ушедший из «Алисы». Группа дала несколько концертов, в том числе в Москве и Ярославле, но в мае 2003 года Борисов уехал на гастроли с «ДДТ».
Вскоре на студии «Абсент», где тогда репетировал «Курылёв-бэнд», был приглашён Павел Вовк («Андроид», «Кабриолет Лесничего») и группа снова вернулась на сцену, а в июне начала работу над альбомом «Эквилибриум» и сменив название на «Эквилибриум-Бэнд».
Стабилизировав состав, группа начала много выступать. В мае 2004 группа снялась в телепрограмме «Живой Звук» на питерском телевидении, а в июне приняла участие в четвёртом фестивале «Окна Открой». В сентябре они приступили к работе над альбомом «Ингерманландия».
18 ноября 2004 года Курылёв принимает в группу  Дмитрий Ковалёва в качестве второго гитариста и меняет название на Электрические партизаны.